# Kościół Matki Bożej Fatimskiej w Istebnej
Kościół Matki Bożej Fatimskiej w Istebnej – drewniany kościół parafialny parafii pw. Matki Bożej Fatimskiej w Istebnej-Stecówce, na górskiej polanie, którą przecina Główny Szlak Beskidzki. Wybudowany w latach 1957–1958, jako górska kaplica przynależąca do parafii Dobrego Pasterza, w 1971 kaplicy przyznany zostaje rektor a od 1981 jest kościołem parafialnym.
Kościół znajduje się na Szlaku Architektury Drewnianej województwa śląskiego w pętli beskidzkiej.

## Historia

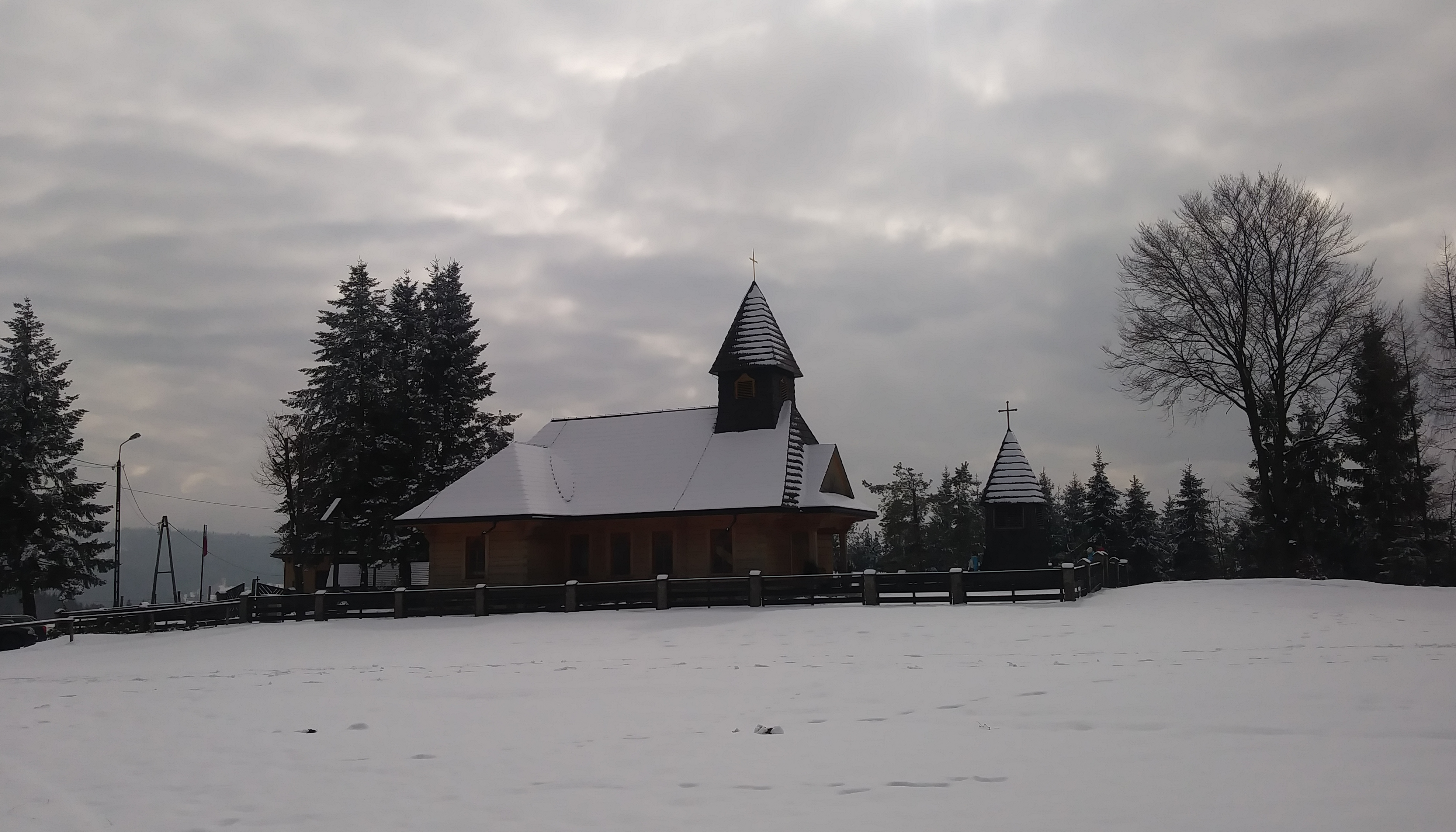
Kościół po odbudowie (2020)

Górska kaplica na obszarze parafii pw. Jezusa Dobrego Pasterza w Istebnej została wzniesiona w latach 1957–1958 przez miejscowych cieśli. Poświęcono ją 12 stycznia 1958. W 1959 dobudowano wieżę i zakrystię. Kaplica zostaje siedzibą rektora ks. Antoniego Goliasza w 1971. Kościołem parafialny jest od 29 stycznia 1981.
W 2011 nakręcono tu scenę ślubu w filmie „Och, Karol 2”.
W nocy z 2 na 3 grudnia 2013 roku miał miejsce pożar świątyni, w wyniku którego budynek w większości spłonął. Strażacy zdołali uratować część wyposażenia oraz tabernakulum, ocalała też część ścian.
13-14 grudnia 2013 r. zostało uporządkowane pogorzelisko. W sierpniu tegoż roku ruszyła odbudowa. Świątynię odbudowano w podobnym kształcie i nieznacznie większych wymiarach niż ta spalona. Od 2016 r. pełni znów funkcję kościoła parafialnego.

## Architektura
Kościół był konstrukcji zrębowej postawiony na murowanej podmurówce. Od strony północnej do nieuwydatnionego prezbiterium przylegała niewielka zakrystia. Całość przykryta była dwuspadowym, gontowym dachem. Z konstrukcją dachu połączona była czworoboczna, niewielka wieża na zrębie nawy. Główne wejście od strony zachodniej ozdobione było trójkątnym szczytem. Nieopodal położona jest niewielka dzwonnica, również obita gontem.

## Wnętrze

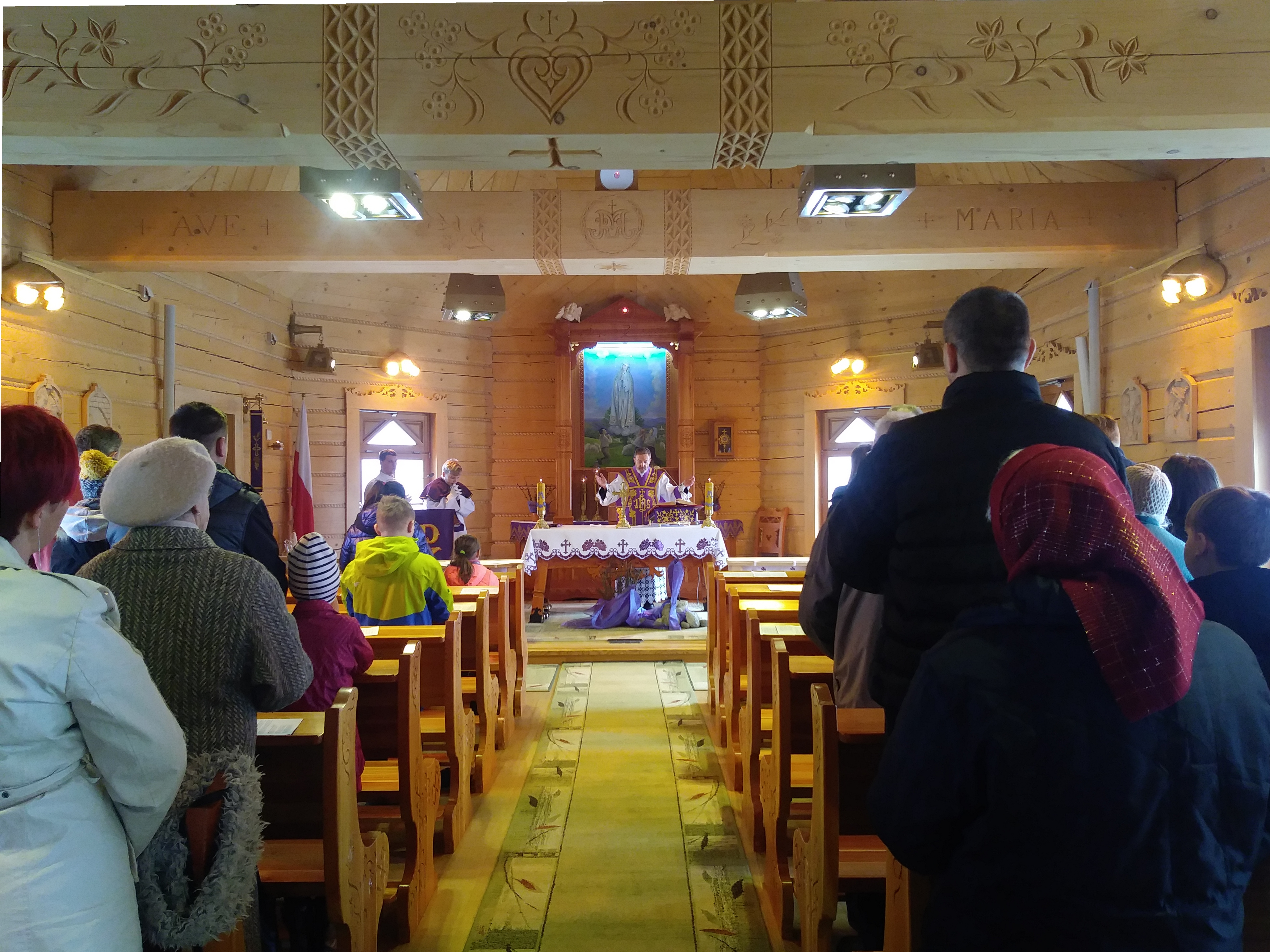
Wnętrze odbudowanego kościoła (2020)

Obraz Matki Boskiej Fatimskiej z 1957 na ołtarzu głównym był autorstwa Jana Wałacha z Andziołówki. Ramy tego obrazu oraz tabernakulum wyszły z warsztatu Ludwika Konarzewskiego juniora. Z kolei rzeźba Chrystusa, płaskorzeźba Najświętszego Serca Jezusa i rzeźbione stacje Drogi Krzyżowej były autorstwa Jana Krężeloka z Koniakowa. Józef Bocek, snycerz z Istebnej-Mlaskawki wykonał ołtarz, balaski i kropielnicę. W wytworzeniu wyposażenia brali również udział Jan Bojko, Józef Kukuczka i Teresa Stankiewicz, która wykonała witraże. Po lewej stronie w kruchcie znajdowała się ponadto rzeźba Chrystusa Frasobliwego.